# بينجامين كوسكيفيتش
بينجامين كوسكيفيتش (مواليد 2 مايو 1996) هو لاعب كرة قدم تشيلي يلعب كمدافع في نادي بالميراس.